# Anne Gadegaard
Anne Mondrup Gadegaard Jensen bardziej znana jako Anne Gadegaard (ur. 7 listopada 1991 r.) – duńska piosenkarka, najbardziej znana z finału Dziecięcej Eurowizji 2003, gdzie zajęła piąte miejsce jako reprezentantka Danii.
Anne zaczęła śpiewać w 2002 roku, zainspirował ją sukces dziecięcego piosenkarza, Razz'a. W 2003 roku weszła do duńskiego festiwalu MGP. Została zaakceptowana, a później wygrała eliminacje do reprezentacji Danii w Dziecięcej Eurowizji. Piosenka, z którą wystąpiła nosi tytuł "Arabiens Drøm" (Arabskie sny). Jej piosenka miała bardzo wysokie oceny, jednak nie wygrała konkursu. Piosenka znalazła się na piątym miejscu z 93 punktami.
W 2007 roku Anne miała tournée po Włoszech. W 2008 roku współpracowała z takimi gwiazdami jak: Nicolai Kielstrup, Amalie, Sebastian and Mathias y Mark (Join Us) – śpiewali piosenkę "En Verden Til Forskel". W 2008 roku plany na szósty album studyjny zostały odwołane.

## Dyskografia
| Rok  | Album                    | Pozycja na liście | Certyfikaty     |
| Rok  | Album                    | DEN               | Certyfikaty     |
| ---- | ------------------------ | ----------------- | --------------- |
| 2003 | Arabiens drøm            | 4                 | DEN: 1× platyna |
| 2004 | Ini mini miny            | 2                 | DEN: 1× platyna |
| 2005 | Chiki chiki              | 3                 | DEN: 1× złoto   |
| 2006 | De første & største hits | 10                |                 |
| 2006 | Anne's Jul               | –                 |                 |

## Single
- Arabiens drøm (2003)
- Chiki chiki (2005)
- Kan du mærke Beatet (2005)
- Blah blah (2010)
- Bag skyerne (2013) DNK: 10[1]
- Suitcase (2015) DNK: 37[1]